# ケイタク
ケイタクは、2人組のフォークシンガーデュオ。ストリートでたまたま隣に居合わせた2人が2001年5月結成、2005年7月6日メジャーデビュー。

## 概要
名前の由来は、メンバーの名前「敬太」と「卓也」から。結成前・結成当初は福岡県でストリートミュージシャンとして活動し、インディーズでCDを発売すると同時にストリートから離れる。メジャーデビュー前はオンエアバトル熱唱編に出場していて常に上位に食い込む人気があった。
プライベートで同じ福岡県で活動しているヤドカリと仲がいい。また、ビアンコネロともライブで共演するなど、こちらも仲が良い。
シングル発売した「少年」（2006年7月26日）の作詞作曲者である今西太一とも仲がよく、デビュー前から「少年」をライブでよく歌っていた。
デビューして人気が出たら、是非「少年」をシングルとして歌ってほしいと今西太一本人から頼まれていたらしい。

## メンバー
- 内山敬太（1980年9月9日（44歳） - ）
佐賀県出身、ボーカル&アコースティックギター担当、血液型O型
1996年、ギターを始めた。
- 遠山卓也（1978年7月29日（46歳） - ）
熊本県出身、ギター担当、血液型A型
1994年、エレキギターを始めた。

## ラジオ
- ケイタクの今夜もよかあんびゃ〜♪（FM佐賀、毎週木曜21:00-21:30）

終了したラジオ番組
- オールナイトニッポンレコード
- ケイタクのどかしこでんAm（FM佐賀、毎週火曜21:30〜21:55）
- musicQ byケイタク（岐阜FM、毎週火曜19:00〜19:30）
- 週末戦隊サタレンジャー(NBCラジオ佐賀、毎週土曜12:00〜15:25、番組内コーナー「ケイタク通信」)
- ケイタクのラジオ三昧（CROSS FM、毎週日曜18:30〜19:00、2004年4月〜2011年1月）

## ディスコグラフィ

### 配信限定シングル
| 発売日        | タイトル | レーベル      |
| ------------- | -------- | ------------- |
| 2022年9月17日 | town     | Officekeitaku |

## ミュージックビデオ
| 監督       | 曲名                      |
| 石井久年   | 「Voice」「少年」         |
| 二十里真也 | 「小さな光」「少しだけ…」 |
| 福山健一   | 「君を想う」              |

## タイアップ
| 曲名             | タイアップ                                                    |
| ---------------- | ------------------------------------------------------------- |
| 小さな光         | テレビ西日本『ピィース!』エンディング                         |
| 陽はまた昇る     | NHK総合テレビ『熱唱オンエアバトル』 エンディング              |
| 少しだけ・・・   | FNS系（テレビ西日本制作）『LOVE ASIA 花びらの舞う海へ』主題歌 |
| 少年             | テレビ西日本『ピィース!』エンディング                         |
| きっと誰かが     | NTTドコモ九州CMソング                                         |
| voice            | TXN系『元祖!でぶや』エンディングテーマ                        |
| 冒険者           | 「福岡モーターショー2007」オフィシャルイメージソング          |
| 夕暮れ時に何思ふ | テレビ西日本『Blue Film～大名三丁目光荘～』主題歌             |
| 憧憬             | ほっかほっか亭「春の特選天丼」CMソング                        |
| 散歩日和         | テレビ西日本『華丸・大吉のなんしようと?』エンディング         |

## 熱唱オンエアバトルの結果
| オンエア？                          | 回                                  | 重量（KB） | 順位   | 曲名                   |
| ----------------------------------- | ----------------------------------- | ---------- | ------ | ---------------------- |
| オンエア                            | 2                                   | 477KB      | 1/10位 | 泣き方、笑い方…。      |
| オンエア                            | 7                                   | 489KB      | 1/10位 | ヒトリゴト             |
| オンエア                            | 15                                  | 477KB      | 2/10位 | 夕暮れ時に何思ふ       |
| 第1回チャンピオン大会 予選          | 第1回チャンピオン大会 予選          | 738KB      | 3/10位 | 陽はまた昇る           |
| 第1回チャンピオン大会 決勝          | 第1回チャンピオン大会 決勝          | 434KB      | 2/3位  | ヒトリゴト             |
| 熱唱オンエアバトル スペシャルライブ | 熱唱オンエアバトル スペシャルライブ |            |        | 夕暮れ時に何思ふ、少年 |

## 主なライブ

### ワンマンライブ・主催イベント
| 開催日         | タイトル                                     | 備考 |
| -------------- | -------------------------------------------- | ---- |
| 2013年2月〜3月 | KEITAKU LIVE TOUR 2013～カラミツイテイクゼ～ |      |
| 2019年5月      | 【ケイタクワンマンライブ2019 in 尼崎】       |      |